# Phobetes thomsoni
Phobetes thomsoni är en stekelart som först beskrevs av Otto Schmiedeknecht 1913.  Phobetes thomsoni ingår i släktet Phobetes och familjen brokparasitsteklar. Inga underarter finns listade i Catalogue of Life.